# Esquipulas
Esquipulas (náhuatl: Isquitzuchil, «Paraje donde abundan las flores») es un municipio que forma parte del departamento de Chiquimula, ubicado en el centro-este del oriente de la República de Guatemala. Su cabecera municipal la Ciudad de Esquipulas, actualmente es uno de los destinos turísticos más visitados del país, fundada durante la colonia española e inicialmente llamada Santiago Esquipulas; cuenta con una extensión de 532 km² y comparte frontera con Honduras, y otros municipios del departamento de Chiquimula en Guatemala. El municipio está dividido en veinte aldeas y una región urbana.
En la época prehispánica fue habitada por los mayas chortís del Reino Payaqui, cuya capital era la ciudad de Copantl en Honduras y donde gobernaba el gran cacique Copantl Calel. Durante la conquista española los chortís se trasladaron a otros municipios aledaños y entre 1545 y 1560 se fundó la villa de Santiago Esquipulas, también conocida como Yzquipulas en el Corregimiento de Chiquimula de la Sierra. Tras la independencia de Centroamérica en 1821, se oficializó el nombre de Esquipulas y fue nombrado municipio de la entonces Provincia de Guatemala de las Provincias Unidas del Centro de América.
A partir de 2000 es miembro de la Mancomunidad de Nor-Oriente de Guatemala.
La ciudad se ha caracterizado por ser uno de los lugares de peregrinaje católico más importantes de América Latina, ya que en ella se encuentra la basílica de Esquipulas, hogar del Cristo Negro, venerado en la mayor parte de Centroamérica y sur de México; además cuenta con otras iglesias de mucha importancia para los devotos católicos: la parroquia Santiago, la iglesia del convento Belén y la iglesia de la Santa Cruz.

## Historia

### Época prehispánica
Antes de la conquista española, el área en donde se asienta Esquipulas constituía parte del Señorío Chortí, el cual era miembro del reino Payaquí cuya capital era Copán, en la moderna Honduras. La localidad estaba situada a pocos kilómetros al sur de la moderna villa de Quezaltepeque, equidistante a las ciudades de Copán y Mitlán, al oriente la primera y al occidente la segunda. El poblado se constituyó en un centro de ceremonias, que aunque no tenía erigido ningún templo, poseía cuatro árboles de ceiba, los que constituían gran prestigio sagrado en las tradiciones de los aborígenes.
Las ceremonias del pueblo se realizaban a la sombra de los árboles durante el tiempo que iba del solsticio de invierno al equinoccio de primavera ya que en el lugar había un dios de las siembras y las cosechas llamado Icecala, cuyo ritos se celebraban en una cueva en las montañas ya que no tenía templo. Para los payaquí todos los elementos que actuaban en el proceso de producción eran seres divinos, y por ello llamaban al río Sesecapa —que pasa por detrás de la actual basílica— «río de los espíritus» y era parte de las deidades a las que se les honraba a través de ritos.
El reino Payaquí era muy extenso, pues comprendía el moderno oriente guatemalteco y el occidente de las modernas repúblicas de Honduras y de El Salvador. Aunque en el reino predominó la raza Chortí, también hubo otros habitantes, como los pipiles. Cuando llegaron los conquistadores españoles encontraron estos lugares debilitados y deteriorados, por las frecuentes guerras que mantenían entre sí y por los efectos del hambre y la peste que se había porliferado por las enfermedades que traían consigo los conquistadores.

### Fundación de Esquipulas
En 1525 los capitanes españoles Juan Pérez Dardón, Sancho de Barahona y Bartolomé Becerra, bajo el mando de Pedro de Alvarado, conquistaron la provincia de Chiquimula de la Sierra. Entre 1550 y 1560 fue fundada la villa de Yzquipulas por Juan Pérez Dardón, quien trajo consigo esclavos de origen maya-chortí y maya-payaquí de otras regiones de la Provincia de Chiquimula de la Sierra. Este sería el segundo sitio de comercio más importante del departamento de Chiquimula. En 1552 se construyó una carretera que conectó a la villa de Yzquipulas con la villa de Chiquimula, la cual tenía sesenta y tres kilómetros de longitud y cuatro metros de ancho. Además, se construyó una delegación que estaba a cargo de soldados españoles, que tenía cinco cañones. Para inicios del xviii era una de las comunidades españolas más numerosas, según el libro de bautizos, con una población de 198 personas. Un siglo después, la comunidad española alcanzaba los ochocientos cincuenta y un habitantes, un 30 % de la comunidad total del departamento de Chiquimula. La población aumentó debido a la atracción que causó la fertilidad de los valles de este municipio.

### Catolicismo en Esquipulas

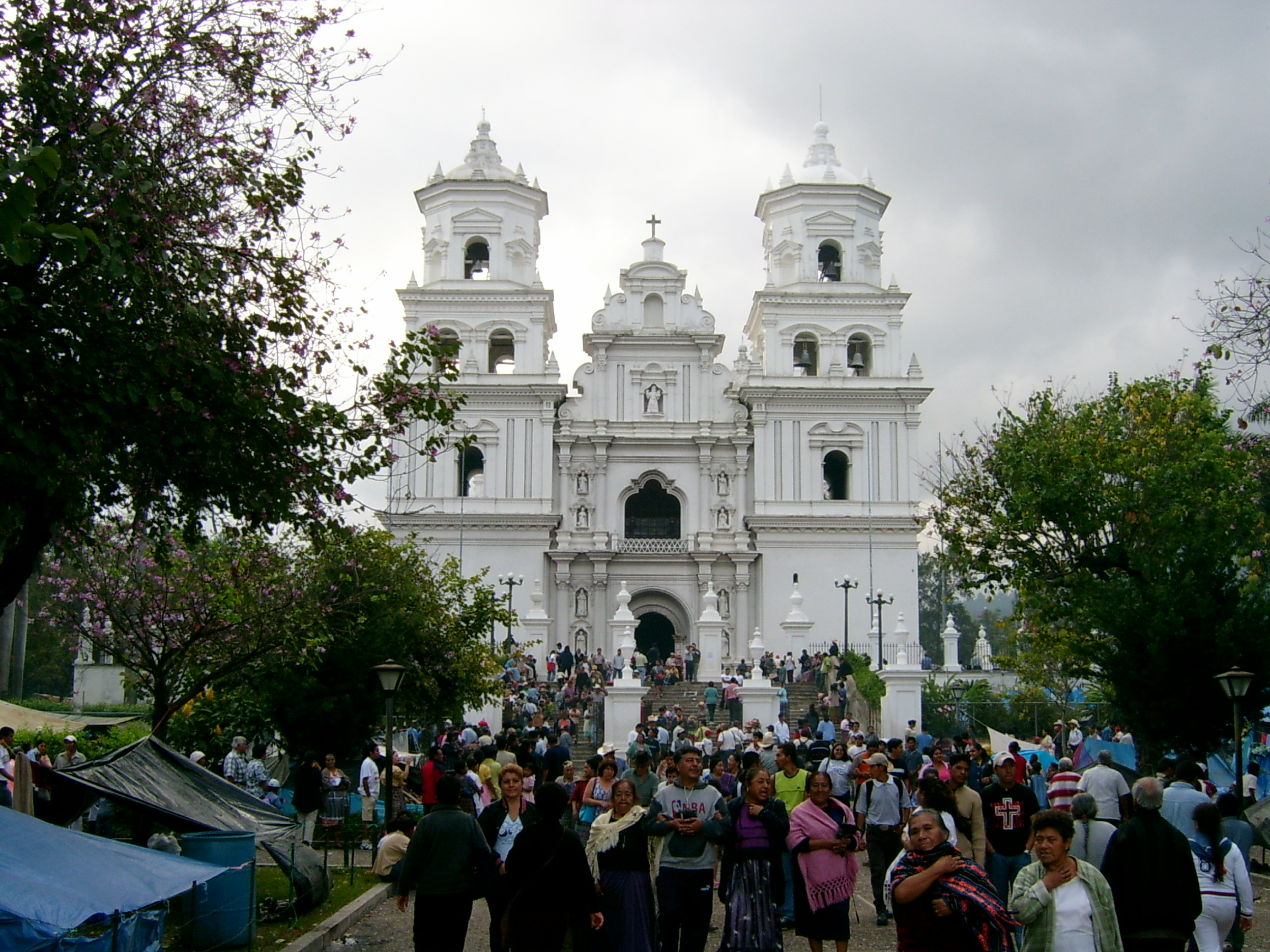
Basílica de Esquipulas
Monumento Nacional de Guatemala desde 1970.

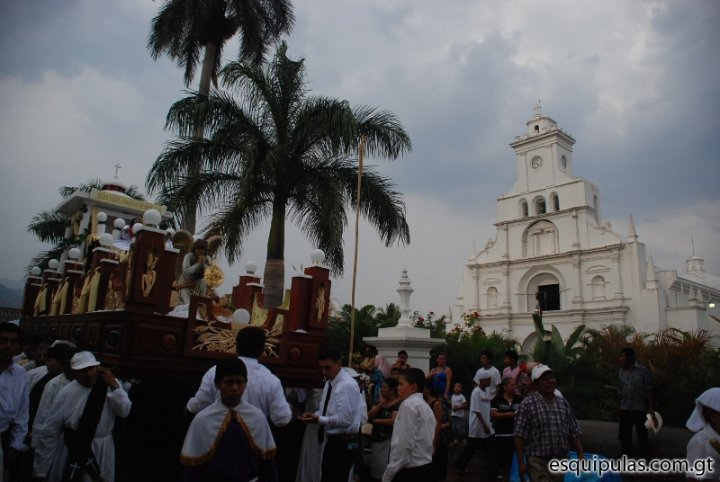
La parroquia Santiago fue la segunda iglesia donde permaneció el Cristo Negro de Esquipulas.

Como parte de la doctrina que traían los conquistadores españoles, a partir de 1526 se impuso la religión católica a todo poblador de esta localidad y se construyó una ermita y un convento en un cerro cercano a la villa. En 1594, los pobladores de la villa pidieron al escultor de origen portugués Quirio Cataño, que esculpiera un cristo crucificado de color de tez morena. El escultor portugués, quien residía en Santiago de los Caballeros de Guatemala, entregó el Cristo Negro el 4 de octubre de 1594, según se había establecido en el contrato inicial. La imagen fue recogida por los habitantes de Esquipulas y llevada hasta su pequeño pueblo llegando el 9 de marzo de 1595. Los pobladores de esa época llamaban «milagrosa» a la escultura, lo cual llamó la atención de las poblaciones católicas aledañas. Para 1650 la villa era uno de los sitios católicos más importantes de la capitanía general ya que era visitada por personas provenientes de las provincias de El Salvador y Comayagua. En 1680, inició la construcción de la Parroquia Santiago, la cual fue finalizada en 1682, año en que se trasladó la escultura del Cristo Negro desde la ermita.
En 1740 el décimo quinto obispo de Guatemala, fray Pedro Pardo de Figueroa, con el fin de atender a las cada vez más crecientes peregrinaciones dedicadas al Cristo de Esquipulas y en agradecimiento a la sanación de una enfermedad, encomendó la construcción de un templo mayor a Felipe José de Porres, hijo de Diego de Porres y nieto de José de Porres, reconocidos arquitectos mayores de la ciudad capital de la Capitanía General de Guatemala, Santiago de los Caballeros.
Fray Pedro Pardo de Figueroa falleció el 2 de febrero de 1751 durante una visita a Esquipulas para supervisar la construcción del santuario y fue sepultado en la basílica de Esquipulas, según su última voluntad. Fue sustituido por Francisco de Figueredo y Victoria, quien continuó la construcción del templo, que concluyó a finales de 1758; el 4 de noviembre de ese año decretó la solemne dedicación del nuevo santuario, el cual fue inaugurado el 4 de enero de 1759. La imagen del Cristo de Esquipulas fue trasladada al nuevo templo el sábado 6 de enero de 1759.

### Formación e integración del municipio de Esquipulas

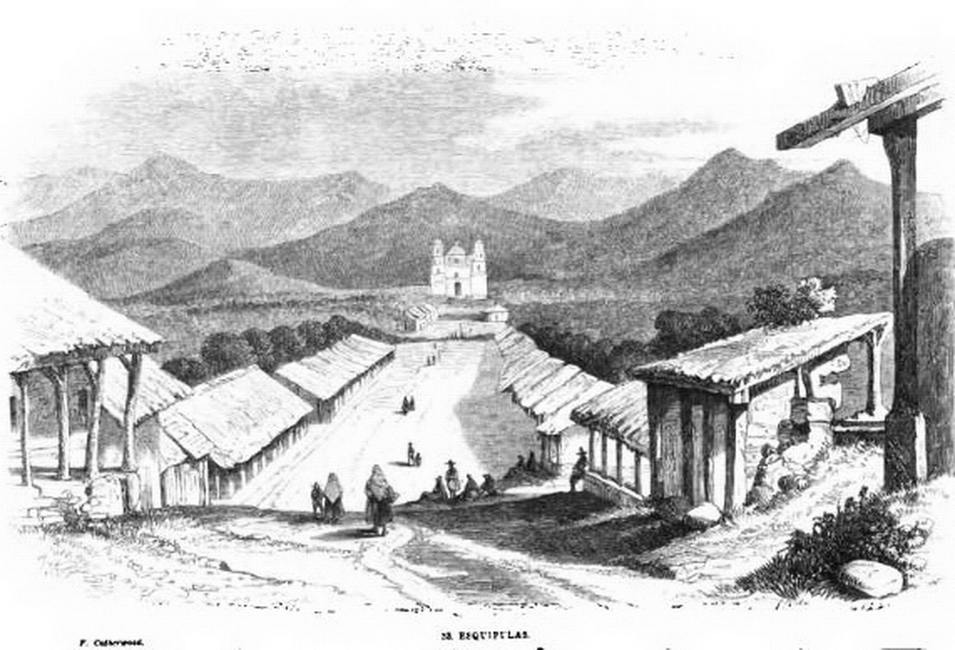
Iglesia de Esquipulas en 1840. Grabado de John Lloyd Stephens, antropólogo inglés que visitó la región entre 1839 y 1840, durante las guerras centroamericanas y el principio del régimen del capitán general Rafael Carrera y Turcios.

En 1780, doscientos cuarenta años después de la fundación de la villa de Yzquipulas, se oficializa su nuevo nombre Esquipulas por la corona española; este cambio de nombre fue solicitado por las autoridades de la Iglesia católica en 1758. En 1810, se creó oficialmente el municipio de Esquipulas —originalmente conformado por los Esquipulas, Concepción Las Minas y Camotán— como entidad soberana del departamento de Chiquimula (departamento); pero en 1821, tras la independencia de Centroamérica, se desprendió el municipio de Camotán.

### Tras la Independencia de Centroamérica
El Estado de Guatemala fue definido de la siguiente forma por la Asamblea Constituyente de dicho estado que emitió la constitución del mismo el 11 de octubre de 1825: «el estado conservará la denominación de Estado de Guatemala y lo forman los pueblos de Guatemala, reunidos en un solo cuerpo. El estado de Guatemala es soberano, independiente y libre en su gobierno y administración interior.»
Esquipulas fue uno de los municipios originales del Estado de Guatemala fundado en 1825; estaba en el departamento de Chiquimula, cuya cabecera era el municipio del mismo nombre, y tenía a los municipios de Zacapa, Acasaguastlán, Sansaria, Esquipulas, Jalapa, y Mita.
La constitución del Estado de Guatemala promulgada el 11 de octubre de 1825 —y no el 11 de abril de 1836, como numerosos historiadores han reportado incorrectamente — creó los distritos y sus circuitos correspondientes para la administración de justicia según el Código de Lívingston traducido al español por José Francisco Barrundia y Cepeda; el poblado de Esquipulas era parte del Circuito de Chiquimula en el Distrito N.º4 (Chiquimula); a este circuito pertenecían también: San José, Ipala, Orégano, Cubiletes, Hermita, Alotepeque, San Isidro, Concepción, Quezaltepeque, Atulapa, Jagua, Olopa, Piedra de Amolar, Orcones, Jupilingo, Camotán, San Jacinto, San Juan Hermita, Chancó, San Nicolás, Jocotán, Santa Elena y San Esteban.

### Visita de John Lloyd Stephens

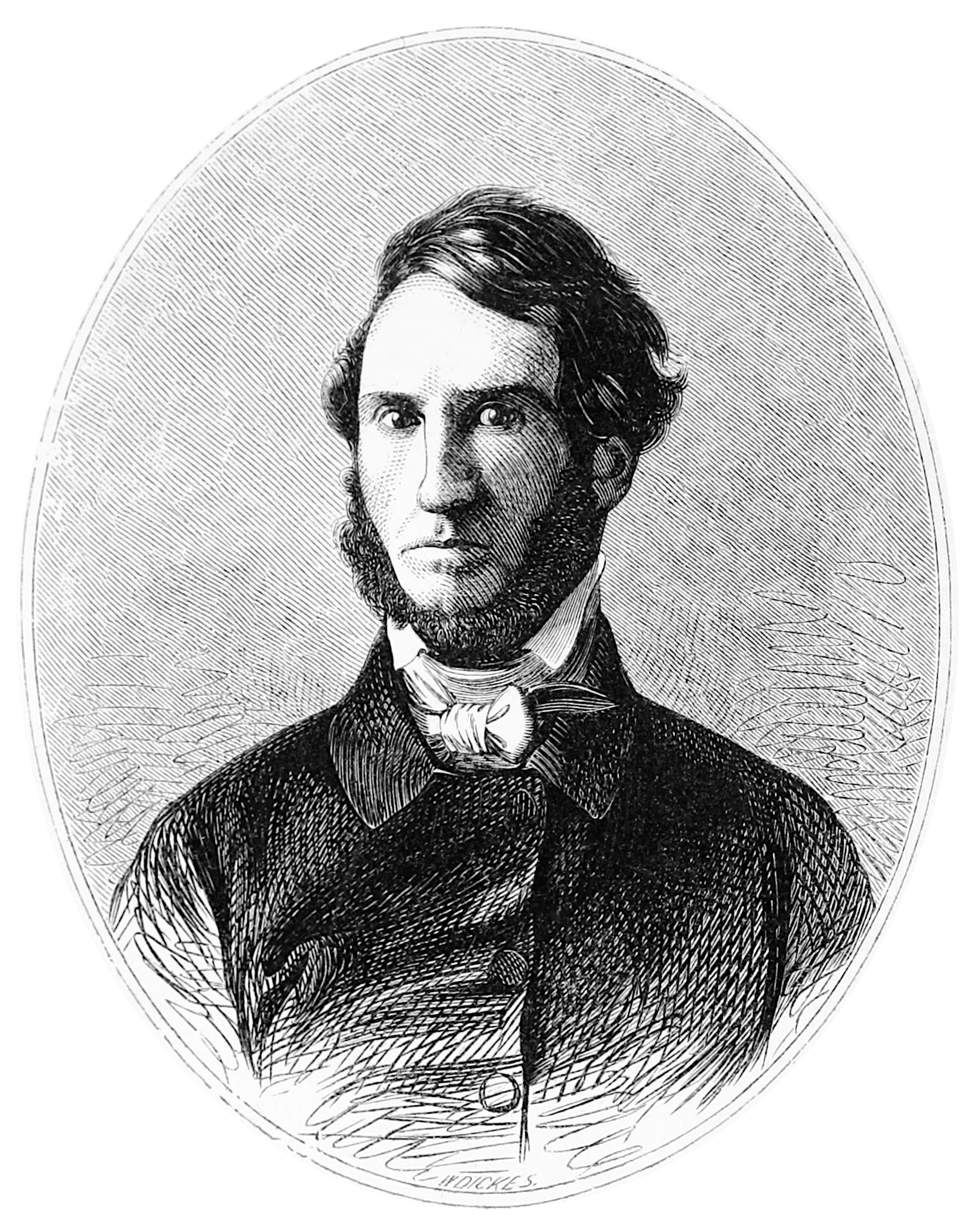
John Lloyd Stephens, diplomático y explorador estadounidense que visitó a Guatemala entre 1839 y 1842 por comisión del presidente de los Estados Unidos, Martin Van Buren.

En 1840, el explorador estadounidense John Lloyd Stephens visitó Esquipulas, y la describió así:
| «Después de desayunar nos dirigimos a visitar el único objeto de interés en el lugar, la gran iglesia de peregrinación, el Lugar Santo de Centro América. Cada año, el 15 de enero, peregrinos lo visitan, llegando de lugares tan distantes como Perú o México; las penurias de los viajeros en esta peregrinación son comparables con las que sufren quienes peregrinan a La Meca. Como en el Este, "no está prohibido comerciar durante el peregrinaje"; y cuando no hay guerras que pongan en peligro a los viajeros, ochenta mil personas se han reunido en el lugar para rendirle culto a "Nuestro Señor de Esquipulas".» —John Lloyd Stephens |

En esos años, la población de Esquipulas ascendía a mil quinientos indígenas y solo tenía una calle de aproximadamente una milla de largo con casas de adobe a ambos lados y con un puente que pasaba sobre un riachuelo, afluente del río Lempa. El área estaba prácticamente despoblada y «la vista desde el puente era magnífica», de acuerdo a Stephens. En cuanto al templo, Stephens lo describió así:
| «El templo, que se erige en solitario en medio de una región salvaje y desolada parecía la obra de un hechizo. La fachada era rica estaba profusamente adornada con enormes imágenes de estuco y en cada esquina había una torre, y sobre la cúpula una aguja que en su cúspide mostraba a los cuatro vientos la corona del otrora orgulloso imperio que arrebató la mayor parte de América a sus propietarios legítimos, la dominó por tres siglos con mano de hierro, y anora no tenía ni un pié de tierra, ni un súbdito en todas estas tierras. Entraron a ls iglesia por un magnífico portal, ricamente adornado con imágenes cristianas. Dentro de la iglesia estaba la nave con dos pasillos, separados por filas de plastras de un metro cuadrado y un domo magnífico, resguardado por ángeles con las alas extendidas. En las paredes hay pinturas, algunas de ellas de artistas guatemaltecos y otras que se habían traído desde España; y los altares estaban llenos de imágenes de santos, algunas de las cuales estaban hechas con una manufactura exquisita. El púlpito esta recamado en oro, y el altar estaba protegido por una reja de hierro con balaustradas de plata y adornado con seis pilares plateados de aproximadamente setenta centímetros de alto y dos ángeles montado guardia en los escalones. Frente al altar, en una fastuosa capilla, está una imagen del Salvador en la cruz, Nuestro Señor de Esquipulas, a quien está consagrada la iglesia, famosa por sus poderes milagros. Cada año miles de creyentes ascienden las escaleras de este templo de rodillas, o cargando una pesada cruz, y a quienes no se les permite tocar la sagrada imagen, pero que se van felices por haber poido obtener un pequeño cintillo con las palabras "Dulce nombre de Jesús".» —John Lloyd Stephens |

### Separación de Concepción Las Minas
En 1893, el presidente de Guatemala, general José María Reina Barrios, pidió a las autoridades municipales la concesión de 225 km², con los cuales se fundó el municipio de Concepción Las Minas. Este sería el segundo municipio que se desmembraría de Esquipulas, ya que en 1821 se formó Camotán que originalmente era parte de Esquipulas. El municipio de Esquipulas perdió así el cuarenta y cinco por ciento de su territorio original en cuestión de sesenta años. Posteriormente, Esquipulas firmó un tratado con Concepción Las Minas y Camotán para volver a integrarse como un solo municipio; sin embargo, tras no llegar a un acuerdo con respecto a las nuevas fronteras regionales entre las autoridades de Esquipulas y Concepción Las Minas, el tratado fue cancelado.

### Demarcación política de Guatemala de 1902
En 1902, el gobierno del licenciado Manuel Estrada Cabrera publicó la Demarcación Política de la República, y en ella se describe a Esquipulas así: «su cabecera es el pueblo del mismo nombre, a 48 km de Chiquimula, ocupa una área de 219 caballerías. Su clima es templado, y sus principales cultivos son: tabaco, caña de azúcar, café, maíz y frijo. Posee buenos potreros. Algunos de sus habitantes se dedican a la crianza y comercio de ganado. Límites: al Norte, los municipios de Olopa, Quezaltepeque y Jocotán; al Sur, las Repúblicas de Honduras y El Salvador; al Oriente, la República de Honduras y al Occidente los municipios de Concepción y Quezaltepeque».

### Gobierno de Jacobo Arbenz Guzmán

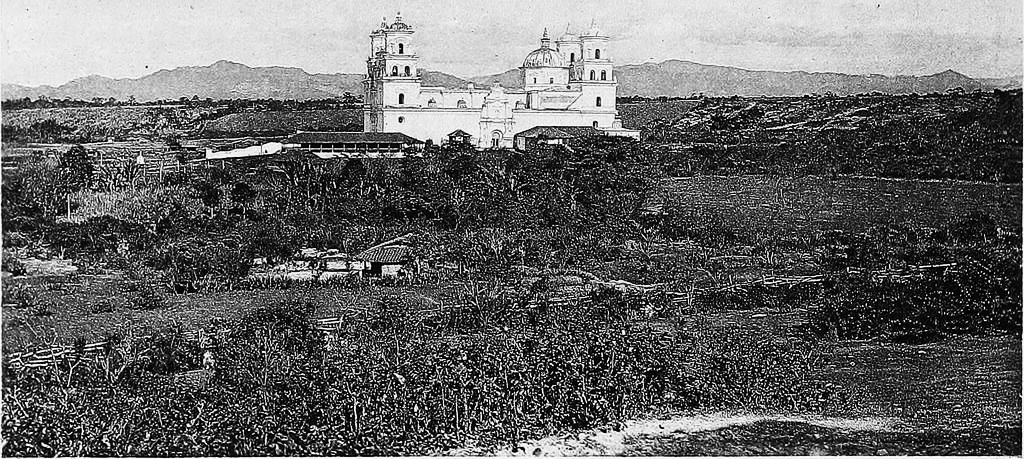
Basílica del Cristo Negro de Esquipulas en 1895.

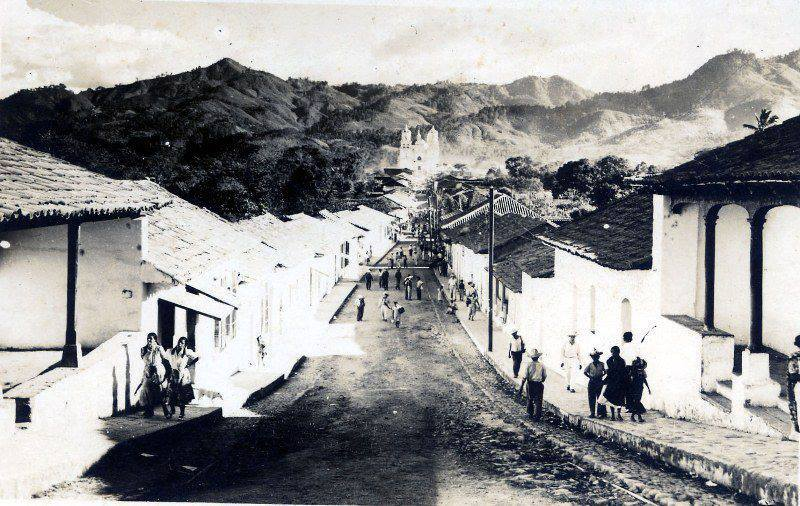
Esquipulas en 1902.

Desde comienzos del siglo xx, los pobladores de este municipio tomaron ideologías identificadas con los gobiernos liberales del licenciado Manuel Estrada Cabrera y del general Jorge Ubico Castañeda, al igual que el resto de la región oriental del país. El municipio tenía una situación estable durante estos gobiernos, la cual se mantuvo después de la Revolución de 1944, pero se vio alterada en 1951 cuando el coronel Jacobo Árbenz Guzmán fue elegido presidente de Guatemala, tomó varias medidas económicas que afectaban los intereses de los terratenientes guatemaltecos y las compañías extranjeras en Guatemala, especialmente la United Fruit Company; dichas medidas incluían el decreto de Reforma Agraria que expropiaba tierras ociosas a los grandes terratenientes, la carretera al Atlántico que estaba dirigida a competir con el monopolio ferrocarrilero de la International Railways of Central America, entre otras.
El gobierno arbencista fue acusado de tener ideales comunistas no solo por las reformas económicas, sino porque en el círculo del presidente había varios miembros del comunista Partido Guatemalteco del Trabajo, entre ellos José Manuel Fortuny, amigo y consejero del presidente. La Agencia Central de Inteligencia de los Estados Unidos —CIA por sus siglas en inglés— planeó un golpe de Estado liderado por el coronel Carlos Castillo Armas, que en ese entonces se encontraba en Honduras. En junio de 1954, Castillo Armas entró al municipio de Esquipulas junto al llamado «Ejército de Liberación», se mantuvo refugiado varios días en la localidad tras sufrir sendas derrotas a manos del ejército guatemalteco, y desde allí buscó aliarse con otros municipios y nombró al Cristo Negro de Esquipulas como comandante del Movimiento de Liberación Nacional. En junio de 1954 aparecieron una serie de volantes en las principales ciudades del oriente guatemalteco, incluida Esquipulas, los cuales decían: «El día de la Liberación los que apoyen a Castillo Armas vivirán mientras que los que apoyen a Árbenz morirán». El coronel Jacobo Árbenz llegó a la Ciudad de Chiquimula el 27 de junio de 1954, en la cual presentó su renuncia formal al cargo de presidente de la República luego de que, conforme al historiador Cullather, el embajador de los Estados Unidos John Puerifoy lo convenciera de que habría un gran derramiento de sangre si no lo hacía, y a pesar de que el Ejército de Liberación había sido vencido en todas las pequeñas batallas que se libraron en contra del ejército guatemalteco.
Carlos Castillo Armas tomó posesión al cargo de Presidente de Guatemala el 1 de septiembre de 1954 y su período llegó cuando fue asesinado el 26 de julio de 1957, el primer magnicidio del país desde el asesinato del general José María Reyna Barrios el 8 de febrero de 1898. Durante el mandato de Castillo Armas se construyeron la Escuela de Música y la Casa de la Cultura, y se terminó la Carretera al Atlántico que había iniciado el gobierno arbencista para competir contra el monopolio ferrocarrilero de la United Fruit Company y que incrementó el tránsito vehicular hacia la región.
En 1961 el arzobispo Mariano Rossell y Arellano dirigió una petición al papa Juan XXIII, solicitando la elevación del Santuario de Esquipulas a la Dignidad de Basílica Menor. El papa Juan XXIII con base en aspectos religiosos, culturales e históricos elevó el Santuario de Esquipulas al rango de Basílica Menor el 16 de abril de 1961. . El aumento de la población y la extensión del pueblo de Esquipulas, debido al comercio y el aumento en la producción de café, hicieron que el 11 de octubre de 1968 fuese elevada a categoría de ciudad. Con una población que superaba los diez mil habitantes, era la tercera villa más poblada del departamento de Chiquimula, únicamente superada por la ciudad de Chiquimula con una población superior a los treinta mil habitantes y la villa de Jocotán.
La basílica de Esquipulas, la Parroquia Santigo y el acueducto Los Arcos, fueron declarados Monumentos Nacionales de la República por el Instituto de Antropología e Historia en 1970. La Premio Nobel de la Paz, madre Teresa de Calcuta visitó la ciudad el 18 de julio de 1980 para inaugurar la «Plaza Centroamericana de la Paz», ubicada en el convento Belén, en el Cerrito Morola.
Después de más de veinte años del comienzo del conflicto armado interno de Guatemala, los pobladores del municipio se inclinaron a favor del gobierno militar, y en contra de la guerrilla y de cualquier agrupación política o persona individual con ideales de izquierda. Los pobladores estuvieron a favor de la creación de las Patrullas de Autodefensa Civil (PAC) que se crearon en 1981 por el gobierno del general Fernando Romeo Lucas García y del servicio militar obligatorio. Según un informe de la infantería militar de Zacapa, 58 % de los hombres de este municipio prestó servicio militar y 41 % fueron miembros de las PAC. Las patrullas de autodefensa civil se dividieron en tres delegaciones, y los destacamentos de Esquipulas y Concepción Las Minas trabajaron conjuntamente para que ningún grupo guerrillero pudiese llegar al sur del departamento de Chiquimula.
El 14 de mayo de 1986, por iniciativa del entonces presidente de Guatemala, Marco Vinicio Cerezo Arévalo, los presidentes centroamericanos se citaron en esta ciudad para llegar a un proceso de paz y terminar con las guerras civiles de Guatemala, El Salvador y Nicaragua, y forjar la paz en toda América Central. El 25 de mayo de 1986 firmaron el primer acuerdo, que se llamó llamado «Esquipulas I», el cual sirvió de base para consolidar la decisión política de los gobernantes y establecer el procedimiento para conseguir una paz «Firme y Duradera» en la región. Los acuerdo para conseguir la paz fueron ratificados en el «Acuerdo Esquipulas II», el 7 de agosto de 1987, que los cinco presidente de Centroamérica firmaron en la Ciudad de Guatemala.
El 29 de diciembre de 1996 se firmó el Acuerdo de Paz Libre y Duradera de la República de Guatemala, el cual culminó con la Guerra civil de Guatemala. En esa fecha finalizaron los procesos de paz en Centroamérica iniciados en 1986. Ese día, la ciudad de Esquipulas fue visitada por el papa Juan Pablo II durante la segunda visita oficial que hizo al país guatemalteco, con motivo del cuarto centenario del Cristo Negro.

### SigloXXI: Mancomunidad de Nor-Oriente de Guatemala
En 2000, Esquipulas se integró a la Mancomunidad de Nor-Oriente de Guatemala (MANORG), la cual es una agrupación política y administrativa de once de los treinta y cuatro municipios de la región III o Nororiental de Guatemala gestiona el desarrollo social, cultural, político, económico y ambiental a través del impulso de la participación ciudadana de los diversos sectores locales.
En diciembre de 2001, el Instituto Guatemalteco de Turismo dio a conocer que la Ciudad de Esquipulas fue la más visitada de Guatemala ese año, fue visitada por más de cuatro millones de personas. En 2002 la Ciudad de Esquipulas fue inscrita en la lista de precandidatos para la candidatura por Guatemala de Patrimonio de la Humanidad de la UNESCO como bien cultural bajo el nombre de «Ruta de la Paz y la Identidad Nacional», pero la candidatura no prosperó. El 8 de agosto de 2007 fue visitada por el entonces Presidente de Guatemala Oscar Berger Perdomo en conmemoración al 20 aniversario del Acuerdo de Paz Centroamericano, al cual asistió con todo su gabinete de gobierno.
En 2008 la basílica de Esquipulas participó para representar a la región del nororiente en el concurso «Primera Maravilla de Guatemala» realizado por el Banco Industrial; ganó el concurso al recibir seis millones de votos. Las Fiestas Patronales Esquipultecas en honor a Santiago Apóstol fueron declaradas como declarado «Patrimonio Cultural Intangible de Guatemala» por el Consejo Municipal Esquipulteco el 21 de julio de 2012. Estas fiestas fueron creadas el 17 de julio de 1917 y originalmente se celebraban del 21 de julio al 25 de julio de cada año, hasta que en 1970 se incluyeron otras actividades que extendieron la celebración hasta el 28 de julio.

## Descripción geográfica
La Ciudad de Esquipulas está ubicada en un valle amplio, rodeado de montañas, las más altas alcanzan una altura de 2418 m s. n. m. Es el municipio más grande del departamento de Chiquimula, en este municipio se encuentra la Reserva de la biosfera transfronteriza Trifinio-Fraternidad que ocupa 221 kilómetros cuadrados de extensión superficial compartida con Concepción Las Minas. La mayoría del territorio municipal es montañoso.

### Recursos naturales y orografía
El suelo fértil es el recurso más importante que posee este municipio, que es básicamente un suelo forestal. Algunos de los minerales con que cuenta el municipio, aunque en su mayoría no son explotados, son hierro, níquel, plomo, y zinc. Las regiones montañosas del Plan de la Arada y las aldeas montañosas del sur y norte proporciona especies arbóreas maderables y medicinales, como árbol del hule, caoba, palo rosa y otros; la madera y sus productos se utilizan tanto para el consumo local como para la exportación. Cinco son las montañas que se levantan en el municipio y enmarcan los valles y forman las dos cuencas hidrográficas. Al norte La Cumbre del Divisadero y Las montañas de Quezaltepeque y Santa María Olopa. Al sur La Montaña del Olvido que es un entronque montañoso de donde se desprende la Cordillera del Merendón con dirección hacia el norte. Al oriente La Rueda y La Brea cuyos cerros más prominentes son El Bolillo y San Isidro y el Monte Oscuro, marcando la línea divisoria en la frontera de Honduras. Al poniente la Montaña de Las Cebollas entre Esquipulas y Quezaltepeque.

### Hidrografía
Las aguas están distribuidas en dos grandes corrientes. La primera nace en las montañas de Santa María Olopa cruzando los valles de Olopita y Atulapa, se dirige hacia el sur. Su afluente principal es el Río de Olopita, que alimentado por las corrientes de los ríos y quebradas de Nejapa, San Juan, Tepoctún, Chantiago, Quebrada Oscura, el Roble, el Chorro Chacalapa, Atulapa, Blanco Anguiatú y Agua Caliente, forman El Río Lempa que atravesando territorio de Honduras, entra a El Salvador y desemboca en el Océano Pacífico.
La segunda corriente se dirige hacia el norte, tiene como afluentes principales los ríos de El Playón y Joyitas que nacen en la frontera con Honduras y Río frío o Sesecapa también en territorio hondureño, formando el Panela, se juntan al río Mapá, que unido a la quebrada de Senas, las Cañas y río Chanmagua, forman la cuenca del Jupilingo en jurisdicción esquipulteca, pasando al Municipio de Camotán unidos a otros afluentes caen al Motagua que desemboca en el Océano Atlántico.

### Fauna
Son muchas las especies de animales mamíferos silvestres, propias de esta zona, sin embargo por el aumento de la población, la caza indiscriminada y expansión de la frontera agrícola, se han ido ahuyentando e incluso desapareciendo algunas, tal es el caso de los felinos y especies como el venado. Aun así se cuenta todavía con especies como el zorrillo, mapaches, armadillos, conejos, cotuzas, coyotes, gato de monte, comadrejas, nutrias, tepezcuintles, etc.
Esquipulas ha sido tierra de aves, contando con variedad de especies, entre las que predominan los zanates, torditos, arroceros, senzontes, palomas, y garzas que emigran en determinada época del año.
Son comunes los senzontes bobos y los llamados mejicanos que fabrican sus nidos en los espinales de las llanuras de Olopita y Los Espinos y que mañana y tarde emiten silbidos característicos amenizando el ambiente. Hay especies de palomas como las azules, las alas blancas, calenturientas y de Castilla que es una especie doméstica. Aves preciosas como las chorchas, oropéndolas, tucanes, pájaro bobo, pericos, urracas y chepillos, todas estas aves, existen en minoría y están en peligro de extinción en la zona. Entre todas las aves del municipio merece especial mención El Quetzal, porque no solo es un pájaro de bellísimo aspecto sino que se ostenta en la bandera nacional como símbolo de libertad, que aún habita en Esquipulas lo cual se comprobó en los años 1983/84 en las montañas de San Isidro y precisamente cuando se trataba de talar un bosque para madera, por lo que al tener conocimiento las autoridades, se prohibió aquella tala.
Existen reptiles como serpientes, lagartijas, garrobos, tortugas, batracios como sapos y ranas. Así mismo animales acuáticos como peces entre los que podemos mencionar fílines, guapotes, burras, tilapias así como cangrejos y patos de agua. Estos animales en la actualidad se han visto afectados por la contaminación de los ríos tanto por aguas negras de la ciudad y aguas mieles del café, como por el uso incorrecto de insecticidas en la agricultura.

### Flora
Este municipio se caracteriza por sus bosques de pino oocarpa (pinus oocarpa), especie que predomina en las áreas nororiente y norponiente del mismo; así también, se encuentra, pero con menos frecuencia el pino ponderosa (pinus ponderosa). también existen bosques de Liquidámbar (Liquidambar styraciflua), roble, encino y muchas otras especies de árboles. Tales como el abeto (Abies) en las áreas altas del mismo, también podemos encontrar en las áreas más bajas y llanas árboles como, el arce rojo americano (Acer rubrum), Castaño Americano (Castanea dentata) y otros más que conforman el bosque latifoliado y una extensa variedad de arbustos y hierbas. Algunas de ellas con propiedades medicinales y que son de uso común, principalmente en los habitantes del área rural, quienes por enseñanza de sus ancestros, conocen estas plantas, entre las cuales se pueden mencionar: la salvia, tres puntas, venadillo, suquinay, cedrón, quina, quebracho, liquidambar, hierba del toro, hierba del cáncer, altén, sábila, etc.

### Clima
Según la Clasificación Climática de Köppen, el municipio de Esquipulas cuenta con una transición entre el Clima Tropical de Sabana (Aw) y Clima Templado Subhúmedo de Montaña (Cwb) y se caracteriza principalmente en que las diferencias de temperatura entre invierno y verano no son muy grandes de manera similar a lo largo de los días. Tiene un clima muy variable, desde veranos calientes hasta inviernos no muy fríos bajando hasta 10 grados Celsius de forma ocasional. Es un área muy boscoso, especialmente en las estribaciones de sus montañas, como las de La Granadilla que favorecen al clima de la ciudad, las de Miramundo y San Isidro por el lado de la zona de la aldea Chanmagua, en nordeste del municipio; en éstas montañas propician para la formación de mucha humedad provenientes de las zonas tropicales de El Salvador y Honduras, y posteriormente a las fuertes lluvias. En la época ya dicha corresponde en los meses de mayo a octubre, posterior a esta temporada se hacen presentes las ventiscas, lluvias y lloviznas tipo temporal por varios días. Mientras los meses más secos son de noviembre a abril; dentro de esta temporada los meses más fríos ocurren en diciembre y enero.
| Parámetros climáticos promedio de Ciudad de Esquipulas | Parámetros climáticos promedio de Ciudad de Esquipulas | Parámetros climáticos promedio de Ciudad de Esquipulas | Parámetros climáticos promedio de Ciudad de Esquipulas | Parámetros climáticos promedio de Ciudad de Esquipulas | Parámetros climáticos promedio de Ciudad de Esquipulas | Parámetros climáticos promedio de Ciudad de Esquipulas | Parámetros climáticos promedio de Ciudad de Esquipulas | Parámetros climáticos promedio de Ciudad de Esquipulas | Parámetros climáticos promedio de Ciudad de Esquipulas | Parámetros climáticos promedio de Ciudad de Esquipulas | Parámetros climáticos promedio de Ciudad de Esquipulas | Parámetros climáticos promedio de Ciudad de Esquipulas | Parámetros climáticos promedio de Ciudad de Esquipulas |
| Mes | Ene.                                                   | Feb.                                                   | Mar.                                                   | Abr.                                                   | May.                                                   | Jun.                                                   | Jul.                                                   | Ago.                                                   | Sep.                                                   | Oct.                                                   | Nov.                                                   | Dic.                                                   | Anual                                                  |
| --- | ------------------------------------------------------ | ------------------------------------------------------ | ------------------------------------------------------ | ------------------------------------------------------ | ------------------------------------------------------ | ------------------------------------------------------ | ------------------------------------------------------ | ------------------------------------------------------ | ------------------------------------------------------ | ------------------------------------------------------ | ------------------------------------------------------ | ------------------------------------------------------ | ------------------------------------------------------ |
| Temp. máx. abs. (°C) | 27                                                     | 29                                                     | 30                                                     | 33                                                     | 31                                                     | 30                                                     | 29                                                     | 28                                                     | 29                                                     | 26                                                     | 28                                                     | 28                                                     | 28                                                     |
| Temp. máx. media (°C) | 20                                                     | 21                                                     | 23                                                     | 25                                                     | 25                                                     | 23                                                     | 22                                                     | 20                                                     | 22                                                     | 22                                                     | 21                                                     | 21                                                     | 21                                                     |
| Temp. mín. media (°C) | 13                                                     | 12                                                     | 13                                                     | 15                                                     | 16                                                     | 16                                                     | 16                                                     | 15                                                     | 15                                                     | 13                                                     | 11                                                     | 20                                                     | 13                                                     |
| Temp. mín. abs. (°C) | 10                                                     | 9                                                      | 10                                                     | 10                                                     | 10                                                     | 11                                                     | 11                                                     | 13                                                     | 13                                                     | 11                                                     | 8                                                      | 9                                                      | 8                                                      |
| Precipitación total (mm) | 2.0                                                    | 1.1                                                    | 11.7                                                   | 50.9                                                   | 141.9                                                  | 211.8                                                  | 415.1                                                  | 278.3                                                  | 220.2                                                  | 654.9                                                  | 32.0                                                   | 2.9                                                    | 1533.4                                                 |
| Fuente: INSIVUMEH (s.f.). «Estación de Meteorología de Esquipulas». INSIVUMEH. Guatemala. Archivado desde el original el 31 de marzo de 2014. Consultado el 25 de mayo de 2015. |                                                        |                                                        |                                                        |                                                        |                                                        |                                                        |                                                        |                                                        |                                                        |                                                        |                                                        |                                                        |                                                        |

### Ubicación geográfica
El municipio de Esquipulas está situado en la parte suroriental del departamento de Chiquimula en el área del trifinio de las líneas divisorias entre las repúblicas de El Salvador, Honduras y Guatemala, entre los 600 y 2418 m s. n. m.
Sus colindancias son las siguientes:
- Noroeste: Olopa y Camotán, municipios del departamento de Chiquimula
- Norte: Camotán, municipio del departamento de Chiquimula
- Este y noreste: República de Honduras
- Oeste: Quezaltepeque y Olopa, municipios del departamento de Chiquimula
- Suroeste: Concepción Las Minas, municipio del departamento de Chiquimula
- Sur y sureste: República de El Salvador[49]

| Noroeste: Olopa Camotán        | Norte: Camotán                | Nordeste: República de Honduras   |
| Oeste: Quezaltepeque Olopa     |                               | Este: República de Honduras       |
| Suroeste: Concepción Las Minas | Sur: República de El Salvador | Sureste: República de El Salvador |

## Gobierno municipal
Los municipios se encuentran regulados en diversas leyes de la República, que establecen su forma de organización, lo relativo a la conformación de sus órganos administrativos y los tributos destinados para los mismos. Aunque se trata de entidades autónomas, se encuentran sujetos a la legislación nacional y las principales leyes que los rigen desde 1985 son:
| N.º | Ley                                                | Descripción |
| --- | -------------------------------------------------- | --- |
| 1   | Constitución Política de la República de Guatemala | Tiene una regulación legal específica para los municipios en los artículos 253 al 262. |
| 2   | Ley Electoral y de Partidos Políticos              | Ley de carácter constitucional aplicable a los municipios en el tema de la conformación de sus autoridades electas. |
| 3   | Código Municipal                                   | Decreto 12-2002 del Congreso de la República de Guatemala. Tiene la categoría de ley ordinaria y contiene preceptos generales aplicables a todos los municipios, e inclusive contiene legislación referente a la creación de los municipios.             |
| 4   | Ley de Servicio Municipal                          | Decreto 1-87 del Congreso de la República de Guatemala. Regula las relaciones entra la municipalidad y los servidores públicos en materia laboral. Tiene su base constitucional en el artículo 262 de la constitución que ordena la emisión de la misma. |
| 5   | Ley General de Descentralización                   | Decreto 14-2002 del Congreso de la República de Guatemala. Regula el deber constitucional del Estado, y por ende del municipio, de promover y aplicar la descentralización y desconcentración económica y administrativa.                                |

El gobierno de los municipios está a cargo de un Concejo Municipal mientras que el código municipal —ley ordinaria que contiene disposiciones que se aplican a todos los municipios— establece que «el concejo municipal es el órgano colegiado superior de deliberación y de decisión de los asuntos municipales […] y tiene su sede en la circunscripción de la cabecera municipal»; el artículo 33 del mencionado código establece que «[le] corresponde con exclusividad al concejo municipal el ejercicio del gobierno del municipio».
El concejo municipal se integra con el alcalde, los síndicos y concejales, electos directamente por sufragio universal y secreto para un período de cuatro años, pudiendo ser reelectos.
Existen también las Alcaldías Auxiliares, los Comités Comunitarios de Desarrollo (COCODE), el Comité Municipal del Desarrollo (COMUDE), las asociaciones culturales y las comisiones de trabajo. Los alcaldes auxiliares son elegidos por las comunidades de acuerdo a sus principios y tradiciones, y se reúnen con el alcalde municipal el primer domingo de cada mes, mientras que los Comités Comunitarios de Desarrollo y el Comité Municipal de Desarrollo organizan y facilitan la participación de las comunidades priorizando necesidades y problemas.
La democracia esquipulteca se ha caracterizado por ser una democracia plena, ya que es uno de los municipios de Guatemala donde menos incidentes políticos, represiones o impugnaciones han ocurrido durante los procesos electorales. El municipio está regido por el Código Municipal promulgado en 1985, en el cual se establece que Esquipulas es un municipio soberano y autónomo.
| Alcalde municipal de Esquipulas | Período                                   | Notas | Partido |
| ------------------------------- | ----------------------------------------- | --- | ------- |
| Manuel Maderos Guerra           | 15 de enero de 1986 - 15 de enero de 1991 | Electo por el partido Unión del Centro Nacional; primer alcalde electo en la nueva era democrática de Guatemala que se inició en 1985. |         |
| Juan Pablo Espino               | 15 de enero de 1991 - 15 de enero de 1993 | Electo por el partido Movimiento de Liberación Nacional.                                                                               |         |
| Maximino Pérez                  | 15 de enero de 1993 - 15 de enero de 1996 | Electo por el partido Movimiento de Liberación Nacional.                                                                               |         |
| Roberto Sagastume Pinto         | 15 de enero de 1996 - 15 de enero de 2000 | Electo por el partido Frente Republicano Guatemalteco.                                                                                 |         |
| Ramón Peralta                   | 15 de enero de 2000 - 15 de enero de 2004 | Electo por el partido Frente Republicano Guatemalteco.                                                                                 |         |
| Julio Lima                      | 15 de enero de 2004 - 15 de enero de 2008 | Electo por la coalición de partidos Gran Alianza Nacional -Partido Patriota, Partido Solidaridad Nacional y Movimiento Reformador.     |         |
| Ramón Peralta                   | 15 de enero de 2008 - 15 de enero de 2012 | Electo por el partido Unidad Nacional de la Esperanza.                                                                                 |         |
| Carlos Lapola                   | 15 de enero de 2012 - 15 de enero de 2016 | Electo por el Partido Patriota. |         |
| Carlos Lapola                   | 15 de enero de 2016 - 15 de enero de 2020 | Electo por el Partido Patriota. |         |
| Carlos Lapola                   | 15 de enero de 2020 - 15 de enero de 2024 | Electo por el partido Comité Cívico Desarrollo.                                                                                        |         |
| Carlos Alberto Portillo Palma   | 15 de enero de 2024 - 15 de enero de 2028 | Electo por el partido Valor-Unionista.                                                                                                 |         |

| Aldeas y caseríos del municipio Esquipulas se encuentra organizada en 20 aldeas y 123 caseríos |                        | |
| \| Aldea \| Extensión km cuadrados \| Caseríos \| \| ----------------------------------- \| ---------------------- \| ------------------------------------------------------------------------------------------------------------------------------------------------------------------------------------------------------------------------------- \| \| Caseríos de la Ciudad de Esquipulas \| \| La ciudad cuenta con cuatro caseríos que aunque no están fuera de los límites administrativos de la ciudad, se encuentran a una distancia considerable del centro de la misma: El Ciracil, El Sillón, Tizaquín y Vuelta Grande. \| \| Atulapa \| 37 \| Agua Caliente, Amatal, Agua Zarca, Bojorquez, Canoas, El Barrial, El Cerrón, Horno de Vides, La Brea, La Casona, Mesa Grande, Montesinas y Zompopero \| \| Santa Rosalía \| 31 \| El Duraznal, El Jocotal, El Limón, La Cuestona, Las Toreras, El Portezuelo y Plan de La Arada \| \| San Nicolás \| 32 \| El Barrial, El Cascajal, Chaguitón, Guayabito, Miramundo y Tecomapa \| \| La Granadilla \| 40 \| El Chuctal, El Olvido, El Porvenir y Floripundio \| \| Olopita \| 46 \| Cuevitas, El Bueyero, Las Crucitas, Olopita Centro, Piedra Redonda, San Cristóbal, San Juan y Tontoles \| \| Valle Dolores \| 33 \| El Chaguite, El Chorro, Los Vados, San Juan Arriba y Tierra Colorada \| \| Belén (El Tablón) \| 10 \| Agua Zarca, Chiramay, El Zapote y La Ruda \| \| Cruz Alta \| 27 \| Curruche y Las Palmas \| \| Jagua (Las Cañas) \| 37 \| El Empedrado, El Encino, El Jicaro, El Peñasco (Death plane), El Pinalito, El Salitre, La Cumbre, Las Sopas, Lagunas, Llano de Guerra, Ojo de Agua, Palmitas, Rincón de María, San Francisco Buena Vista y Tareas \| \| Las Peñas \| 30 \| El Incienso, El Palmar, El Pesote, Joyas Verdes, La Fortuna, Miramundo y Queseras \| \| El Zarzal \| 19 \| El Guineal, Malcotal, Potrerillos, Zapotal y Zapotalito \| \| Valle de Jesús \| 6 \| Valle de Jesús \| \| San Isidro \| 10 \| Capucal, El Chuctal, Entre Ríos y Malcotalito \| \| Chanmagua \| 30 \| El Pedregal, Las Pozas, Los Varales y Laguna Seca \| \| Cafetales \| 20 \| La Aradona, La Rinconada, Loma Alta y Llano Largo \| \| El Carrizal \| 25 \| Bailadero, Joyitas, Llano de los Toros, Pericos y Tabloncito \| \| Horcones \| 15 \| Calzontes, El Zarzalito, Piedra de Amolar, Tablón de Gámez y Tishac \| \| Timushán \| 40 \| Cañada del Pino, El Mojón, El Bajío, Loma del Mango, Los Fierros, Llano de San Gaspar, Malcinca, Pasaljá, San Antonio Sulay, San Miguel Mapa, Suyate y Tablón de Sulay \| \| Monteros \| 10 \| El Horno y El Rincón de León \| \| Carboneras \| 10 \| El Rincón \| |                        | |
| Fuente: Villeda Maderos, José Romilio (2006). «Aldeas y sus caseríos». Esquipulas en línea. Esquipulas, Guatemala. Archivado desde el original el 4 de marzo de 2008. Consultado el 5 de septiembre de 2012. |                        | |
| Aldea | Extensión km cuadrados | Caseríos |
| Caseríos de la Ciudad de Esquipulas |                        | La ciudad cuenta con cuatro caseríos que aunque no están fuera de los límites administrativos de la ciudad, se encuentran a una distancia considerable del centro de la misma: El Ciracil, El Sillón, Tizaquín y Vuelta Grande. |
| Atulapa | 37                     | Agua Caliente, Amatal, Agua Zarca, Bojorquez, Canoas, El Barrial, El Cerrón, Horno de Vides, La Brea, La Casona, Mesa Grande, Montesinas y Zompopero                                                                            |
| Santa Rosalía | 31                     | El Duraznal, El Jocotal, El Limón, La Cuestona, Las Toreras, El Portezuelo y Plan de La Arada |
| San Nicolás | 32                     | El Barrial, El Cascajal, Chaguitón, Guayabito, Miramundo y Tecomapa |
| La Granadilla | 40                     | El Chuctal, El Olvido, El Porvenir y Floripundio |
| Olopita | 46                     | Cuevitas, El Bueyero, Las Crucitas, Olopita Centro, Piedra Redonda, San Cristóbal, San Juan y Tontoles |
| Valle Dolores | 33                     | El Chaguite, El Chorro, Los Vados, San Juan Arriba y Tierra Colorada |
| Belén (El Tablón) | 10                     | Agua Zarca, Chiramay, El Zapote y La Ruda |
| Cruz Alta | 27                     | Curruche y Las Palmas |
| Jagua (Las Cañas) | 37                     | El Empedrado, El Encino, El Jicaro, El Peñasco (Death plane), El Pinalito, El Salitre, La Cumbre, Las Sopas, Lagunas, Llano de Guerra, Ojo de Agua, Palmitas, Rincón de María, San Francisco Buena Vista y Tareas               |
| Las Peñas | 30                     | El Incienso, El Palmar, El Pesote, Joyas Verdes, La Fortuna, Miramundo y Queseras |
| El Zarzal | 19                     | El Guineal, Malcotal, Potrerillos, Zapotal y Zapotalito |
| Valle de Jesús | 6                      | Valle de Jesús |
| San Isidro | 10                     | Capucal, El Chuctal, Entre Ríos y Malcotalito |
| Chanmagua | 30                     | El Pedregal, Las Pozas, Los Varales y Laguna Seca |
| Cafetales | 20                     | La Aradona, La Rinconada, Loma Alta y Llano Largo |
| El Carrizal | 25                     | Bailadero, Joyitas, Llano de los Toros, Pericos y Tabloncito |
| Horcones | 15                     | Calzontes, El Zarzalito, Piedra de Amolar, Tablón de Gámez y Tishac |
| Timushán | 40                     | Cañada del Pino, El Mojón, El Bajío, Loma del Mango, Los Fierros, Llano de San Gaspar, Malcinca, Pasaljá, San Antonio Sulay, San Miguel Mapa, Suyate y Tablón de Sulay                                                          |
| Monteros | 10                     | El Horno y El Rincón de León |
| Carboneras | 10                     | El Rincón |

Las primeras elecciones democráticas tras los golpes de estado y regímenes militares que dirigieron Guatemala después del derrocamiento de Jacobo Árbenz Guzmán en 1954 se realizaron en septiembre de 1985; participaron tres candidatos al gobierno municipal y hubo una alta participación de parte de la ciudadanía del municipio. El primer alcalde electo fue Manuel Maderos Guerra, quien tomó posesión el 15 de enero de 1986 para un período de cuatro años. El chiquimulteco Juan Pablo Espino, candidato por el partido Movimiento de Liberación Nacional ganó las elecciones electorales para alcalde del año 1990. Durante su administración se hicieron obras muy importantes para la ciudad, pero su gestión municipal únicamente duró dos años y dos meses debido al autogolpe de estado que dio el presidente Jorge Serrano Elías y al posterior decorramiento de éste en abril de 1993.
| Elecciones municipales de Esquipulas 2011 | Elecciones municipales de Esquipulas 2011 | Elecciones municipales de Esquipulas 2011 | Elecciones municipales de Esquipulas 2011 | Elecciones municipales de Esquipulas 2011 |
| --- | ----------------------------------------- | ----------------------------------------- | ----------------------------------------- | ----------------------------------------- |
| Resultado | Resultado                                 |                                           | Porcentaje                                | Porcentaje                                |
| Carlos Lapola Rodríguez | Carlos Lapola Rodríguez                   |                                           | 45 %                                      | 45 %                                      |
| Arturo López Arana | Arturo López Arana                        |                                           | 26.50 %                                   | 26.50 %                                   |
| Ramón Peralta | Ramón Peralta                             |                                           | 25.85 %                                   | 25.85 %                                   |
| Manuel Juárez | Manuel Juárez                             |                                           | 2.23 %                                    | 2.23 %                                    |
| Donain Sagastume | Donain Sagastume                          |                                           | 0.87 %                                    | 0.87 %                                    |
| Fuente:«Resultado electorales de Esquipulas 2011». Archivado desde el original el 24 de septiembre de 2015. Consultado el 10 de septiembre de 2012. |                                           |                                           |                                           |                                           |

El maestro y empresario esquipulteco Maximino Pérez, candidato por la Democracia Cristiana Guatemalteca ganó las elecciones electorales para alcalde del año 1993. Durante su gobierno municipal, que también fue de corta duración pues únicamente debió concluir el mandato municipal del período 1991-1996, ayudó a las familias de bajos recursos con un programa llamado «Casa Segura», el cual consistía en entregar laminas, blocks o cemento; además, reconoció a personajes ilustres del municipio y autorizó que la calle donde residía el reconocido artista y pintor Mario Salazar Grande llevara el nombre de éste. Luego, las elecciones municipales de 1995 fueron ganadas por el maestro y empresario esquipulteco Roberto Sagastume Pinto, candidato por el partido Frente Republicano Guatemalteco —del exjefe de estado de facto, general Efraín Ríos Montt— y quien fuera miembro y fundador de la Asociación «Victoria» y de la Asociación de Ganaderos y Agricultores de Esquipulas.
En las elecciones del 10 de septiembre de 1999, resultó triunfador el agricultor esquipulteco Ramón Peralta, candidato del partido oficial Frente Republicano Guatemalteco. El empresario y agrónomo esquipulteco Julio Roberto Lima, de la coalición de partidos Gran Alianza Nacional (GANA) y Partido Patriota (PP), ganó las elecciones de 2003 con un cincuenta y uno por ciento del total de votos; sus rivales fueron en esa ocasión: Ramón Peralta, Maximino Pérez, José Palao Linares y César Recinos Linares. Lima fue juramentado el 15 de enero de 2004 y su período terminó el 15 de enero de 2008. En 2007, Ramón Peralta se inscribió nuevamente como candidato a la alcaldía, pero esta vez lo hizo por el partido Unidad Nacional de la Esperanza (UNE); sus oponentes fueron Julio Roberto Lima, Carlos Lapola Rodríguez, Juan Pablo Espino y Edgar Soto. Peralta resultó triunfador y fue juramentado el 15 de enero de 2008.
Peralta acusó a la administración de Julio Lima por el endeudamiento municipal en que supuesta ésta habría incurrido. El 2 de abril de 2008, Julio Lima mandó una carta al portal web www.esquipulas.com.gt, en la cual detallaba todo lo sucedido sobre el supuesto endeudamiento de la municipalidad y posteriormente levantó una denuncia contra Peralta por calumnia. El 9 de febrero de 2011, se presentó otra denuncia contra Peralta, cuando el Ministerio Público lo acusó junto a cuarenta y nueve alcaldes más por licitación y malversación de fondos durante su gestión municipal. Peralta fue denunciado por supuestamente malversar veinticinco millones de quetzales; incluso, se le imputó el haber sobornado a miembros de la Contraloría General de Cuentas de la República de Guatemala para que éstos le otorgaran el finiquito que utilizó para participar en las elecciones municipales de Esquipulas de 2011, y poderse reelegir.
Las elecciones electorales celebradas el 11 de septiembre de 2011 fueron ganadas por Carlos Lapola Rodríguez con un cuarenta y cinco por ciento de los votos. Lapola fue juramentado el 15 de enero de 2012 en la Municipalidad de Esquipulas.

## Economía

### Turismo
El municipio de Esquipulas es uno de los centros turísticos más importantes de Guatemala, visitado por aproximadamente cinco millones de turistas cada año. El turismo genera fuertes ingresos económicos para el municipio. Su importancia religiosa y su variedad de áreas de vida silvestre, variedad de flora y fauna, y recursos forestales; la hacen competir con otros municipios dedicados al ecoturismo y a la conservación del mismo como Cobán y otros municipios de Alta Verapaz.

#### Turismo religioso
| «Por sus peculiares características históricas, culturales y naturales, las peregrinaciones representan oportunidades vitales para reforzar la capacidad del turismo de fomentar el diálogo intercultural y contribuir a la protección de sitios de interés religioso y espiritual» —Taleb Rifai Secretario general de la OMT |

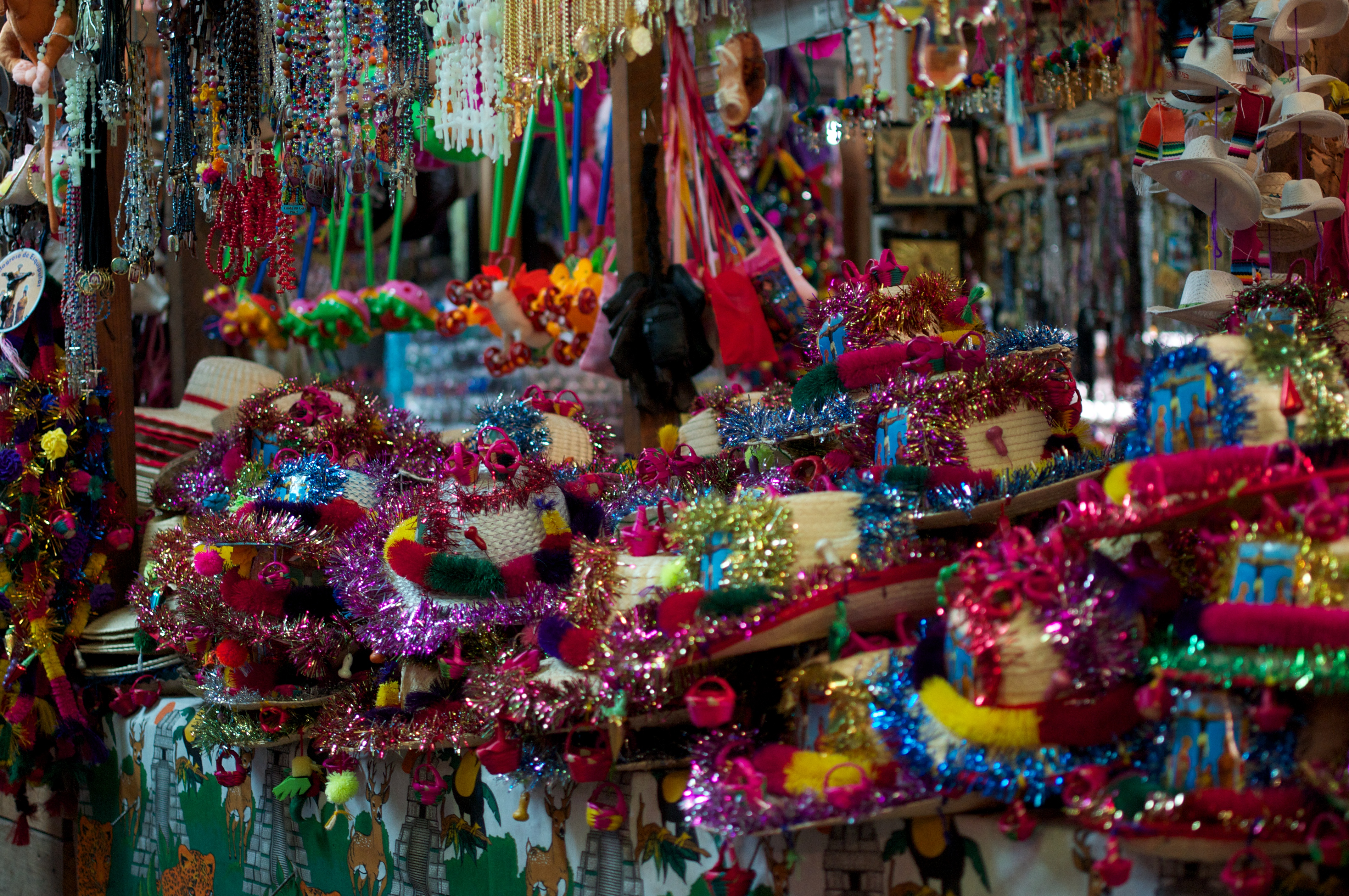
Variedad de recuerdos de la peregrinación de Esquipulas.

La Ciudad de Esquipulas recibe cientos de peregrinaciones, la mayoría durante los meses de enero y marzo, las cuales llegan en motocicletas, a caballo, en autos, camionetas, o bicicletas. Incluso hay quienes peregrinan a pie desde la Ciudad de Guatemala. Debido a su importancia como centro turístico y religioso, la población del municipio se dedica mayormente al comercio para los visitantes. En el siglo xxi el turismo religioso y la industria hotelera han tenido un gran auge, alentado por el gran número de peregrinos que visitan la imagen del Cristo Negro de Esquipulas.
La Organización Mundial de Turismo (OMT), junto con otras organizaciones internacionales, declararon el 19 de septiembre de 2014 a Esquipulas como la capital centroamericana de la fe. El reconocimiento se llevó a cabo durante el primer Congreso Internacional sobre Turismo y Peregrinaciones en Santiago de Compostela, en España y el cual se realizó el 19 y 20 de septiembre de 2014. El encuentro fue organizado por la OMT y el Ministerio de Industria, Energía y Turismo de España y la Junta (ayuntamiento) de Galicia.
Maru Acevedo, subdirectora del Instituto Guatemalteco de Turismo (INGUAT) y quien presentó la ruta del peregrino, dijo que lo que se buscaba era impulsar a Esquipulas como el destino principal y religioso de Guatemala; según indicó Acevedo, al año llegan más de 2.3 millones de turistas a la basílica de Esquipulas. El congreso reunió a expertos de varios países.
Sitios de interés para el turismo religioso:
- Basílica del Cristo Negro
- Iglesia de Santiago
- Piedra de los Compadres: son dos piedras, una encima de otra en un extraño equilibrio, que han resistido el paso de los años y los terremotos que han azotado a Guatemala. No son pequeñas, la de arriba alcanza el tamaño de un auto sedán regular y entre ambas alcanzan una altura de aproximadamente tres metros y un peso de cerca de cincuenta toneladas.[68] Este es uno de los lugares turísticos más visitados de la ciudad, principalmente visitados por indígenas provenientes del occidente de Guatemala, las comunidades tradicionales creen que son una manifestación de poderes divinos, o bien, materialización de voluntades divinas. Por ello el lugar es escena de rituales sagrados, rezos, sacrificios y penitencias.[69] Las dos rocas están ennegrecidas por el humo de los rituales efectuados, por lo cual la municipalidad prohibió la quema de fogatas dentro de la pequeña plaza. En septiembre de 2012, el Instituto Guatemalteco de Turismo, empezó la construcción de la plaza para la «Piedra de los Compadres».[70]

El suvenir que caracteriza a Esquipulas es la «toquilla», producto artesanal compuesto por hilos multicolores y que es tan reconocido, que incluso aparece en el escudo de armas de Esquipulas.

#### Ecoturismo
Estos son los principales sitios de interés para el ecoturismo en Esquipulas:
- Reserva de la biosfera Trifinio: Es un área protegida y administrada por el Consejo Nacional de Áreas Protegidas de Guatemala que ofrece a los visitantes una gran variedad de flora y fauna, y recursos naturales. Fue creada en 1987 para proteger el bosque nuboso del macizo Montecristo y su flora y fauna.[71] El bosque nuboso del Montecristo incluye árboles de roble y laurel que crecen hasta una altura de aproximadamente 30 metros y alberga especies de vida silvestre raras, como el hormiguero pigmeo, el lechuzón orejudo, tucanes, el agutí centroamericano, pumas y monos araña.[72]
- Shangrí-la: ubicado en las altas montañas, las cuales alcanzan hasta dos mil ciento veinticinco metros de altura, cuenta con una extensión de aproximadamente nueve hectáreas en las cuales se pueden realizar diferentes actividades a campo libre.[73][74]
- Parque Ecológico «Cueva de Las Minas»: ubicadas al sur de la ciudad y a un costado de la basílica. Consisten en túneles en forma de cruz que orientada de norte a sur, que fueron realizados en los cerros situados en las márgenes del río Chacalapa o de los Milagros. Las leyendas locales atribuyen su existencia a un episodio en que los fondos para la construcción de la basílica eran muy escasos: los habitantes del lugar hicieron las excavaciones con la esperanza de encontrar metales preciosos y así poder financiar el resto de la construcción. Se cuenta que encontraron una mina de plata, considerada entonces como un milagro, la cual fue explotada de inmediato para concluir el templo.[75] Muchos peregrinos indígenas del occidente de Guatemala llegan a visitar estas grutas para realizar ritos que mezclan costumbres católicas con las religiones mayenses.[27][h]
- Parque de diversiones Chatún: en este parque se muestra la diversidad de los recursos naturales, así como las costumbres y tradiciones de la localidad.[76]

### Tecnología
Esquipulas el municipio que más utiliza el internet en Guatemala, de acuerdo a investigaciones realizadas por la Facultad de Humanidades de la Universidad de San Carlos de Guatemala, extensión Esquipulas. El estudio se realizó durante tres días con muestras de los diferentes sectores de la población: educativo, comercial, oficial, y rural, y con entrevistas a las compañías que proveen de internet a la localidad. Las personas encuestadas estaban clasificadas en tres grupos principales: de 10 a 20 años, de 21 a 30 años y de 31 a 50 años de edad, en ambos sexos.

### Sector primario
Esquipulas es conocido como un municipio cafetalero que exporta su producto a quince países, entre los que están Japón, Corea del Sur, Estados Unidos y Taiwán; además, el café cosechado en la región compite en calidad con el café que se produce en Colombia y Brasil; he aquí algunos ejemplos de los reconocimientos que se le han hecho:
- El café de «Finca Las Nubes», ganó la «Cup of Excellence» de 2001 como el «mejor café de Guatemala».[78]
- Las instalaciones de Finca El Cascajal, situada a 8 kilómetros de Esquipulas en la aldea San Nicolás, fueron seleccionadas por empresarios japoneses para conocer los procesos de cosecha y producción del café.[78]
- El café producido en las montañas de este municipio es catalogado como uno de los mejores a nivel mundial y fue galardonado con un premio internacional que lo calificó como el «mejor café del mundo» luego de pasar por las distintas etapas de degustación.[80]

Aparte del café el municipio también cosecha maíz, frijol y banano.

### Transporte
El municipio cuenta con 100 km de carreteras pavimentadas —que incluyen sesenta kilómetros de vías rápidas— y trescientos sesenta kilómetros de caminos de terracería. También existe un aeropuerto con pista pavimentada al suroriente de la ciudad de Esquipulas, y otra con pista sin pavimentar en Monteros.

## Demografía
Según el Instituto Nacional de Estadística de Guatemala, la población del municipio era de 57 882 en 2013, con un cincuenta y dos por ciento de población femenina y cuarenta y ocho por ciento de masculina. La mayoría de los habitantes pertenece a la raza ladina, que son los mestizos que se originaron entre las razas indígenas y europeas luego de la conquista española. La ciudad de Esquipulas tiene una población de 38 756 habitantes. Dado que Esquipulas es un municipio fronterizo con las repúblicas de Honduras y El Salvador, existe un constante flujo de ciudadanos de esos país quienes ven una oportunidad de hacer negocios, comercializar productos y servicios o prestar su fuerza laboral en el municipio.

### Evolución demográfica
| 43,651                                                   | 50,433 | 56,258 | 63,024 | 66,689 | 70,474 |
| (Fuente: Instituto Nacional de Estadística de Guatemala) |        |        |        |        |        |

En 2012 la población rural ascendía a 22 525 personas, y que correspondía a treinta y seis por ciento de la población total del municipio. Noventa por ciento de las personas que viven en el área rural tienen acceso a energía eléctrica, noventa y dos por ciento tienen línea telefónica y treinta y nueve por ciento disponen de internet en su hogar. Aplicando una tasa del 2.6 % de crecimiento anual, el crecimiento proyectado de la población por año es de 1383 personas y se estima que para 2020 habrá un total de 74 946 personas en Esquipulas.

### Religión
La Iglesia católica llegó a este municipio en el siglo xvi, durante la colonización española al señorío Chortí, y fue la religión dominante durante toda la colonia española. Hacia el final de la colonia, el rey Carlos III empezó a mermar el poder de la iglesia, primero mediante las reformas borbónicas y luego con la expulsión de los jesuitas en 1767. Durante las guerras que siguieron a la Independencia de Centroamérica en 1821, las órdenes del clero regular de la iglesia se aliaron al partido conservador, que tenía dos objetivos principales:
1. Conservar el poder social, político y económico de las órdenes del Clero regular.
2. Mantener intacto el poder político y económico de los criollos que residían en la capital de Guatemala.[87]

La iglesia perdió el control de los estados de la Federación Centroamericana en 1829, quienes adoptaron regímenes liberales, que expropiaron los bienes a las órdenes regulares bajo el liderazgo del general liberal hondureño Francisco Morazán. Sin embargo, una revuelta en Guatemala contra el jefe de Estado, el liberal Mariano Gálvez logró que los conservadores guatemaltecos retomaran el poder, gracias a los ejércitos del general Rafael Carrera. El poderío conservador y eclesiástico se mantuvo en el país sin que los liberales centroamericanos pudieran derrotarlo hasta 1871, luego de la muerte de Carrera —ocurrida en 1865— y la Reforma Liberal de 1871. Tras la derrota de los conservadores por las huestes de los generales Miguel García Granados y Justo Rufino Barrios, los bienes del clero regular fueron confiscados nuevamente, las órdenes pertenecientes de dicho clero fueron expulsadas del país y se decretó la libertad de cultos.Únicamente quedaron los miembros del clero secular, quienes no representaban una amenaza para los intereses políticos y económicos de los liberales.
No obstante la expulsión de las órdenes regulares, Esquipulas permaneció como uno de los puntos de peregrinaje católico más importantes de Centroamérica a cargo de miembros del Clero secular. Mientras que las órdenes del clero regular permanecieron fuera de Guatemala durante los gobiernos liberales, e incluso luego de la Revolución de Octubre, la iglesia cristiana protestante se arraigó en Guatemala; la primera iglesia cristiana evangélica funcionó en Esquipulas en 1950 y tenía un total de 15 miembros, quienes fueron perseguidos y rechazados por los católicos.
Tras el derrocamiento del gobierno revolucionario del coronel Jacobo Arbenz Guzmán por parte del Movimiento de Liberación Nacional, la CIA y trasnacionales norteamericanas con intereses en Guatemala como la United Fruit Company en julio de 1954, la iglesia católica se vio reforzada: el arzobispo Mariano Rossell y Arellano había sido uno de los principales oponentes de los regímenes revolucionarios, a los que consideraba «comunistas» y «ateos», de acuerdo a los lineamientos macartistas de la época. Rossell y Arellano incluso quiso utilizar la imagen del Cristo Negro como estandarte en contra del gobierno arbencista, pero la población de Esquipulas no se lo permitió; no dándose por vencido, mandó a escuopir una réplica de la imagen, y la utilizó para peregrinar por toda Guatemala, advirtiendo sobre los peligros del comunismo ateo. Entre los logros del arzobispo estuvo el apoyo del gobierno a la educación católica, el reingreso de los órdenes del clero regular al país, la fundación de universidades católicas —como la Universidad Rafael Landívar— y el retorno de algunas propiedades a las órdenes regulares.
Pero no solamente la Iglesia católica resultó favorecida: en 1955, el gobierno liberacionista creó un nuevo artículo en el Código Municipal sobre la «Libertad de cultos», el cual que fue ratificado por la Iglesia Católica de Esquipulas. Esto dio lugar a la creación de numerosas iglesias protestantes en el país, al punto que solamente en Esquipulas existen más de trescientas iglesias evangélicas en su mayoría pentecostales, a las que pertenece el 42.5 % de la población total del municipio.
La Iglesia de Jesucristo de los Santos de los Últimos Días es la tercera iglesia con más creyentes en el municipio, a pesar de que llegó a Esquipulas hasta en 2006. La Iglesia Adventista del Séptimo Día y la Iglesia de los Testigos de Jehová, son pequeñas iglesias que únicamente tienen un punto de congregación, y entre las dos cuentan con mil ciento cincuenta miembros.

### Idioma
El español es el idioma oficial del municipio. El oriente de Guatemala, a diferencia del occidente, tiene una población indígena que no supera el 5 %, por lo que la mayoría de habitantes tienen al español como lengua materna. El chortí es otro idioma hablado en este municipio, pero por tan solo un puñado de personas: según el Instituto Nacional de Estadística treinta y nueve personas lo hablan cerca del límite entre Camotán y Olopa, aunque estas personas no son originarias del municipio, sino que inmigraron desde los municipios de la región chortí.

### Alfabetismo
Basado en la definición de alfabetismo utilizada por el Ministerio de Educación de Guatemala —esto es, la manera en que las personas pueden leer, escribir, pensar y describir sus ideas—, en el municipio el noventa y siete por ciento de las personas están alfabetizadas.

## Cultura
En Esquipulas radicaba la etnia chortí, que es una de las culturas con las más ricas costumbres y tradiciones en Guatemala; sus costumbres y vida cotidiana es similar a la de otras regiones, donde en el área rural el padre de familia es el encargado de buscar el sustento de la familia y la madre se queda a cargo de los hijos.
El acelerado desarrollo socioeconómico y cultural del municipio ha dado lugar a que se realicen y promuevan actividades socioculturales con el fin de preservar la cultura de la región; las actividades se realizan generalmente en el Salón Municipal. Las organizaciones que promueven la cultura del municipio son la «Casa de la cultura» y la «Corporación de Mayordomos», siendo estos últimos los encargados de la organización y administración de las fiestas patronales. Por otra parte, en los artículo 7, 8 y 113 del Código Municipal, se habla de los derechos que tiene el vecino a la conservación de su identidad cultural por parte de la corporación municipal según al departamento que pertenezca, y por ello, Esquipulas celebra sus fiestas patronales del 21 al 28 de julio en honor al Patrón Santiago, y del 11 al 15 de enero celebra la fiesta en honor al Cristo Negro. Asimismo, el 9 de marzo se celebra el traslado de la imagen del Cristo Negro de la Parroquia Santiago hacia la basílica.

### Literatura
La literatura en Esquipulas tuvo auge a partir de la década de 1970, cuando Jorge Arquímedes Manchamé empezó a publicar sus novelas; desde entonces, los escritores que se han destacado en Esquipulas son:
- Jorge Arquímedes Manchamé: uno de los primeros novelistas y cronistas de la región; se inició como columnista en un periódico en la ciudad de Chiquimula.[95]
- Juan Pablo Espino Villela: cronista y novelista que en 1980 escribió Cuentos y Leyendas de Tierra Adentro y Matate de Pita. Nació en la ciudad de Chiquimula y en 1979 se trasladó a Esquipulas.[96]
- Guilver Salazar: novelista y poeta. Fue el primer esquipulteco que destacó en la poesía y entre sus obras más destacadas están Estudiantes en Escena 1 (2003) y Estudiantes en Escena 2 (2005).[97]
- Gonzalo Alfonso López: profesor y novelista. En 1972 publicó un manual "Apuntes de Física Fundamental". En 2005 publicó su novela: "A la deriva". En 2007 presentó su obra Huracán, en la que relata sus experiencias durante una tormenta tropical que azotó la región cuando él tenía 7 años. Escribió los cuentos: Pobre viejo rico, Moro valiente con la que obtuvo el primer lugar en los Juego Florales de Coatepeque, Quetzaltenango, "Mi Teatro" con el que obtuvo el primer lugar en los Juegos Florales de Totonicapán; "Mataron a Manuel Suriano", "El Mosco" y participó en los Juegos Florales Hispanoamericanos con su novela "Milagro en la montaña, La Piedra de los Compadres" en 2016. En su graduación como licenciado en Pedagogía y Administración Educativa, escribió su tesis sobre "Estrategias para identificar y prevenir el Bullying en el Instituto Nacional de Educación Básica de Esquipulas".[98]
- Edwin Yanes: novelista y poeta que en 2011 presentó su obra poética Antología poética de Edwin Yanes, Poesía del Corazón.[99]

### Pintura
La pintura es el método de recreación más utilizado en Esquipulas, después del deporte; tuvo un gran agua en la cultura esquipulteca en 2004, cuando se fundó la Casa de la Cultura, la cual se sostiene con el apoyo de los mismos estudiantes. Aunque la Casa de la Cultura no posee ninguna partida presupuestaria del gobierno central, las escuelas de música y de pintura tienen presupuesto asignado por el gobierno municipal, lo que ha influido en el crecimiento en el interés por la pintura. Posteriormente, se fundó la Escuela de Dibujo y Pintura «Mario Salazar Grande», en honor al artista más destacado en este campo cultural de la región.

### Música

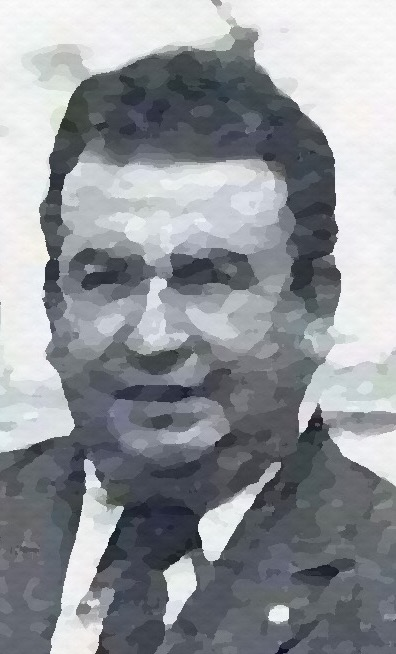
Profesor y maestro musical Antonio «don Tono» Vidal, originario de Esquipulas. Fue director del Conservatorio de Música de Guatemala.

La música tomó importancia en el municipio desde 1930, cuando el cura Víctor Alonso Limatu fundó la Escuela Central de Música con instrumentos que trajo de la Ciudad de Guatemala. La escuela fue cerrada en 1945, pero en 1956, el alcalde Javier Villeda Muñoz la reabrió y la nombró en honor al Padre Limatu. La escuela empezó a funcionar a través del Instituto de Bellas Artes y se mantuvo abierta hasta 1988 cuando murió el maestro Oswaldo Martínez que fungiera como director y maestro durante más de 30 años. En 1956 un juego de instrumentos de alta calidad fue obsequiado por el presidente Carlos Castillo Armas. Las agrupaciones e intérpretes musicales que han destacado en Esquipulas son:
- Antonio Vidal (1923-2000): conocido coloquialmente como «don Tono Vidal» fue un compositor, pianista y profesor de música originario de Esquipulas. Fue director del Conservatorio Nacional de Música y fue galardonado con la Orden Francisco Marroquín en 1974 por su gran trayectoria docente en Guatemala. En 1990 la Facultad de Humanidades le otorgó la distinción de Emeritissimum.[102]
- «Miguelito»: cantante de rap. Este género musical cobró auge en el municipio desde 2006 cuando varios jóvenes lo tomaron como una forma de expresar los problemas sociales que afronta esta ciudad. «Miguelito» fue el primer cantante que utilizó este género en su música.[103]
- Byron Aguirre, Andrea Aguirre y Carla Lemus: en 2007 estos artistas formaron su agrupación de rap.[104]
- Kilómetro 222: El 4 de septiembre de 2009 un grupo de jóvenes creó esta banda de rock, cuyo nombre hace referencia a que Esquipulas se encuentra ubicada en el kilómetro 222 de la Carretera CA-10. El director de la banda es Juan Diego López.[105]
- Sensazione: grupo operático que surgió en 2010. Es un dúo integrado por Víctor Ventura y Antonio Velado, ambos maestros de música, y ha interpretado canciones en latín, inglés y español.[105]

### Educación
Cincuenta y dos por ciento de la población esquipulteca —27 664 habitantes— está compuesta por jóvenes de 0 a 25 años; de éstos, sesenta y cuatro por ciento asiste a los diferentes instituciones educativas de la localidad, que están catalogadas como las de mejor calidad educativa de todo el oriente de Guatemala.[cita requerida] El calendario del ciclo educativo es de ciento ochenta días, y transcurre entre finales de enero y principios de octubre de cada año. Setenta por ciento de los estudiantes asisten a instituciones privadas.
Esquipulas se ha destacado masivamente en la Olimpiada Nacional de las Ciencias de Guatemala, organizada por la Universidad San Carlos de Guatemala, en donde ha obtenido numerosos premios y reconocimientos.
- Educación preprimaria: Esquipulas es el único municipio de Guatemala que tiene un pensum en la preprimaria de cuatro años, divididos de la siguiente forma:
  - Nursery (2-3 años)
  - Kinder (3-4 años)
  - Párvulos (4-5 años)
  - Preparatoria (5-6 años)
- Educación Primaria: la educación primaria, tiene un pensum de seis años, desde el primero al sexto grados. Es cursada regularmente por niños entre 6 a 12 años de edad, aunque hay cursos para adultos.
- Educación Básica: la educación básica o educación secundaria tiene un pensum de tres años y está dividida en tres grados de secundaria. Es cursada por jóvenes entre 12 a 16 años de edad.
- Educación Media: noventa y tres por ciento de los jóvenes finalizan la educación básica y se acreditan con un título profesional a nivel medio. El pensum de las carreras diversificadas es de tres años para los peritos o expertos y de dos años para los bachilleres.

| Institución                                                                     | Preprimaria | Primaria | Básicos | Diversificado |
| ------------------------------------------------------------------------------- | ----------- | -------- | ------- | ------------- |
| Colegio Privado Santa Teresita                                                  | X           |          |         |               |
| Escuela Oficial de Párvulos                                                     | X           |          |         |               |
| Escuela Central de Educación Inferior                                           | X           |          |         |               |
| Escuela para varones Pedro Arriaza Mata                                         |             | X        |         |               |
| Escuela para niñas Pedro Nufio                                                  |             | X        |         |               |
| Colegio Privado San Benito                                                      | X           | X        | X       | X             |
| Colegio Privado Montessori                                                      | X           | X        | X       | X             |
| Colegio Privado Liceo Esquipulteco                                              | X           | X        | X       | X             |
| Colegio Privado Renacimiento                                                    |             | X        | X       | X             |
| Colegio Privado Bethel                                                          |             | X        | X       | X             |
| Escuela Privada de Educación Diversificada                                      |             |          |         | X             |
| Instituto Privado Esquipulteco de Ciencias Comerciales                          | X           | X        | X       | X             |
| Instituto Técnico Industrial Henry Ford                                         |             |          | X       | X             |
| Instituto Superior de Educación Abierta, ISEA                                   |             |          | X       | X             |
| Colegio Privado Shalom                                                          |             | X        | X       |               |
| Instituto Público INEB                                                          |             |          | X       |               |
| Instituto Nacional Básico con Orientación Industrial Centro Americano (INBOICA) |             |          | X       |               |

#### Educación Superior
La educación superior o educación universitaria es una de las menos porcentuales en el municipio, únicamente el 48 % de los jóvenes que finalizan el diversificado, optan por una carrera universitaria. Existen cinco universidades en la Ciudad de Esquipulas las cuales son: Centro Universitario de Oriente (CUNORI), Universidad Galileo (UG), Universidad Mariano Gálvez, Universidad Rural de Guatemala (URURAL). Universidad Bíblica de Las Américas.

#### Olimpiada Nacional de Ciencias
En la Olimpiada Nacional de la Ciencia (ONC) Esquipulas tiene la mayor participación y la mayor cantidad de reconocimientos ganados. Los participantes compiten en matemáticas, ciencias naturales, ciencias sociales, química, física fundamental y biología, de los grados de 1.º a 3.º básico o secundaria y nivel diversificado.
| N.° | Colegio                                                  | Oro | Plata | Bronce | Total de Medallas | Diplomas 4.º a 10.º lugar |
| --- | -------------------------------------------------------- | --- | ----- | ------ | ----------------- | ------------------------- |
| 1   | San Benito                                               | 20  | 16    | 5      | 41                | 20                        |
| 2   | Montessori                                               | 15  | 12    | 4      | 31                | 5                         |
| 3   | Liceo Esquipulteco                                       | 9   | 8     | 5      | 22                | 1                         |
| N.º | Total Medallas, incluyendo a los otros colegios del país | 51  | 38    | 15     | 104               | 27                        |

Fuente: Datos hasta la olimpiada celebrada el 5 de julio de 2013.

### Periodismo
ENCUENTRO fue el primer programa de televisión en Esquipulas. Fundado en 1994 por el Gonzalo Alfonso López con la aprobación del dueño de la Empresa INTERCABLE Edy Pinto Lemus, tres meses después que naciera INTERcable. Fue también el primer programa televisivo a nivel departamental. Encuentro tiene mucha aceptación local debido al profesionalismo con que se proyectan y la forma en que elaboran las noticias. En él se realizó el primer foro político, en tiempo electoral, de la historia de Esquipulas y ha sido el promotor de los grandes eventos de Esquipulas —por ejemplo, La promoción del evento Señorita Esquipulas,la cruzada por colocar a la Basílica de Esquipulas como la Maravilla N.º 1 de Guatemala, la Media Maratón Chanmagua-Esquipulas y el impulso a la Cofradía del Patrón Santiago Apóstol, entre otros. ENCUENTRO se ha mantenido en el aire por la aceptación que ha tenido y por la colaboración de conductoras como: Mónica Landaverry,Daisy López quienes acompañaron a Alfonso López en la conducción y de los técnicos, Omar de Valdivia, Sergio Juárez, Miguel Martínez, entre otros. 
En 2011 lanzó un nuevo noticiero, Énfasis la Noticia, también desde la ciudad de Chiquimula y dirigido por el periodista Edwin Paxtor.
En Esquipulas existen numerosos noticieros radiales municipales y nacionales, algunos de los cuales transmiten en internet. Finalmente, INTERcable es la empresa de señal satélital del municipio, que en 2007 lanzó el primer noticiero llamado Rescate S-20 que se originaba en Chiquimula; y el municipio cuenta con dos páginas web oficiales.

### Deporte
El Club Social y Deportivo Atlas, CSD Atlás, es el máximo representante del fútbol a nivel municipal; pertenece a la Tercera División de Guatemala. La ciudad de Esquipulas cuenta con dos estadios: el Estadio Inboica y Estadio Los Pinos; y además existen alrededor de cien campos en los que se practica el fútbol en todo el municipio, siendo el primero sede de Deportivo Atlas. El presidente del deportivo es Oscar José Aguilar y los presidentes adjuntos son Edgar Avilio Bautista Erazo y José Pontaza.
El boxeo es uno de los deportes más practicados en el municipio después del fútbol. El equipo de boxeo de Esquipulas logró 12 medallas en los Juegos Nacionales de 2012 y el 28 de junio de 2012, Ramiro Obeth García ganó medalla de plata en los Juegos Panamericanos Escolares. José Aguirre, escuintleco que ha sido múltiple campeón nacional de boxeo y ganador de más de 50 medallas en su carrera, participó en el Campeonato Mundial de Boxeo de Azerbaiyán de 2011 y en el Campeonato Centroamericano de Boxeo de 2012.
El ciclismo es un deporte que tomó importancia en 2006. Existen diferentes categorías de este deporte, entre las que destaca el ciclismo de montaña, para que el que se organiza un Campeonato MTB anualmente. En 2006 también se inició la «Travesía Trinacional Montecristo», la cual se realiza en el área Protegida del mismo nombre y atrae a numerosos entusiaste de este deporte. El equipo ciclístico de Esquipulas ha participado en seis de las cincuenta y dos ediciones de la «Vuelta Ciclística de Guatemala», que en algunas ediciones cuenta a la Ciudad de Esquipulas entre su recorrido.

## Hermanamientos
- Moroleón,  México